# Собріологія
Собріологія (від лат. Sobriology — наука про тверезість) — неакадемічна наука, яка рядом аналітиків вважається псевдонаукою. Основною причиною таких висновків про собріологію є використання прихильниками даної науки крім загальновизнаних медичних фактів також і сумнівних фактів, які не мають медичного підтвердження, або ж навіть суперечать існуючим знанням в галузі біології та медицини.

## Мета собріології
Вивчення методів виховання і збереження тверезості кожною людиною, сім'єю і суспільством в цілому, а у випадку втрати тверезості — шляхів її відновлення.
Основи собріології розробляли і розробляють І. А. Красноносов (Орел), Г. А. Шичко (Санкт-Петербург), Ф. Г. Углов (Санкт-Петербург), О. М. Маюров (Н. Новгород), В. А. Рязанцев (Миколаїв), Г. Я. Юзефович (Хабаровськ), А. Н. Якушев (Ставрополь), О. О. Зверев (Тюмень), Н. О. Гринченко (Єлець), В. П. Кривоногов (Красноярськ), С. С. Анікін (Красноярськ), Є. Г. Батраков (Абакан), Ф. Н. Петрова (Тюмень), В. Г. Жданов (Новосибірськ), В. В. Корченов (Москва), А. М. Карпов (Казань), М. В. Январський (Іжевськ), К. Г. Башарин (Якутськ), В. А. Бондаренко (Краснодар), В. А. Толкачов (Мінськ), С. І. Троїцька (Санкт-Петербург), Ф. М. Калінчук (Козятин). До видних закордонних собріологів можна віднести Д. Разерфорда (Англія), Х. Колстада (Норвегія), В. Штубера (Швейцарія), Ф. Ліндемана (ФРГ), Я. Моравського (Польща), А. Чекаускаса (Литва) та ін.
Основи собріології викладені також у відеолекціях В. П. Кривоногова та В. Г. Жданова.

## Дисципліни, пов'язані із собріологією
- Педагогіка
- Медицина
- Соціологія
- Психологія
- Наркологія